# Dinis de Faro
D. Dinis (1633) foi o terceiro Conde de Faro, em sucessão de Estêvão. Era também comendador de Santo André de Morais e outras na Ordem de Cristo. Em 1619, serviu como alcaide-mor de Estremoz por ocasião da visita do rei Filipe III. Casou com Madalena de Lencastre, e seu casamento foi confirmado por alvará de 7 de fevereiro de 1630.